# Гарвардський музей природної історії
Гарвардський музей природної історії (англ. Harvard Museum of Natural History) — музей-філія Гарвардського університету в місті Кембридж (штат Массачусетс).

## Історія
Створений в 1998 році в результаті об'єднання трьох музеїв:
- гербарій
- музей порівняльної зоології
- Мінералогічний музей.

Музей природної історії знаходиться в одній будівлі з музеєм археології та етнології Пібоді. Вхідний квиток дає право на відвідування обох музеїв.
У постійній експозиції музею багата колекція — від викопних безхребетних і динозаврів до гігантських ссавців і птахів. У музеї є єдиний у світі зібраний скелет кронозавра. Також є мінералогічна колекція, де представлені мінерали та метеорити. Визначною пам'яткою музею є колекція скляних моделей рослин. Постійно проводяться виставки, публічні лекції, екскурсії для школярів. У музеї періодично проводять презентації видатні біологи Гарварда.